# Dimeria raizadae
Dimeria raizadae är en gräsart som beskrevs av V.J.Nair, Sreek. och N.Chandrasekharan Nair. Dimeria raizadae ingår i släktet Dimeria och familjen gräs. Inga underarter finns listade i Catalogue of Life.